# Lenzing
Lenzing an der Ager (Oostenrijks voor Lenzing op de Ager) is een gemeente in de Oostenrijkse deelstaat Opper-Oostenrijk, gelegen in het district Vöcklabruck. De gemeente heeft ongeveer 5000 inwoners.

## Geografie
Lenzing heeft een oppervlakte van 9 km². De gemeente ligt in het zuidwesten van de deelstaat Opper-Oostenrijk. Het ligt ten noordoosten van de deelstaat Salzburg en ten zuiden van de grens met Duitsland.
- Gemeinsame Normdatei: 4271636-6
- MusicBrainz: 0c024cba-c7d6-4efb-ac89-b11843926c34
- Nationale Bibliotheek van Tsjechië: zmp2018978209
- Virtual International Authority File: 242657722